# Římskokatolická farnost Rosice nad Labem
Římskokatolická farnost Rosice nad Labem je územním společenstvím římských katolíků v pardubickém vikariátu královéhradecké diecéze.

## O farnosti

### Historie
Plebánie je v Rosicích doložena již v roce 1350. Ve 20. století Rosice postupně stavebně srostly s Pardubicemi. Po roce 2005 Rosice afilovaly původně samostatnou farnost Lány na Důlku.

#### Přehled duchovních správců
- 1917 – 1921 R.D. Martin Klouda (*2. září 1881 Dolany - † 6. prosince 1937 v Ronově n. D.)
- 1991–1994 R.D. Oldřich Henych (administrátor)
- 1970/1971 R.D. Jan Kašpar (farář)
- 1994–2014 Mons. Antonín Duda (farář) (*31. prosince 1938 - † 31. října 2014
- od r. 2014 A.R.D. Mgr. Antonín Forbelský (administrátor ex currendo z Pardubic)
  - 2017–2019 R.D. Mgr. Arnošt Jílek (výpomocný duchovní, bydlící ve farnosti)

### Současnost
Zatím poslední rosický sídelní kněz zemřel v roce 2014. Od té doby je farnost administrována ex currendo z arciděkanství v Pardubicích. Od 1. července 2017 byl do farnosti ustanoven výpomocný duchovní, který zde následně působil po dva roky. 
| Kostel                      | Místo            | Bohoslužba           | Bohoslužba           | Poznámka        |
| --------------------------- | ---------------- | -------------------- | -------------------- | --------------- |
| Kaple Panny Marie Bolestné  | Kokešov          | dle ohlášení - poutě | dle ohlášení - poutě | poutní kaple    |
| Kostel sv. Jana Nepomuckého | Lány na Důlku    | 1. neděle v měsíci   | 9.30                 | filiální kostel |
| Kostel sv. Václava          | Rosice nad Labem | neděle               | 8.00                 | farní kostel    |